# 주포 (촉한)
주포(朱褒, ? ~ ?)는 중국 삼국 시대 촉나라의 관리로 익주 주제군(朱提郡) 사람이다. 남중(南中)에서 반란을 일으켰다가 제갈량의 남정에 토벌당하였다.

## 생애
223년(건흥 원년) 장가군승(牂牁郡丞) 겸 태수로 재직하던 중 반란을 일으켰다. 225년 제갈량이 친히 남정을 행하면서 마충을 장가군으로 보내 평정하였다.

## 반란 전의 상황
당초 주포가 다른 마음이 있다는 말을 들은 익주종사(―從事) 상방(常房) 혹은 종사 촉군의 상기(常頎)가 그 주부(主簿)를 심문하다 죽이자 반란에 동참하였다. 위씨춘추 기록에 따르면 주포가 열 받아서 되려 상방이 역심을 품었다고 무고하고는 주륙하였다. 제갈량은 주포를 달래기 위해 상방의 아들들도 마저 주살하고 네 아우는 월수(越巂)로 귀양보냈다. 익주군(益州郡)의 토호 옹개가 이미 오나라에 귀부하여 촉나라에 대항하고 있었는데 주포는 마음을 돌리지 않고 옹개에게 호응하였다. 이 내용은 《삼국지》에는 없으며 배송지도 거짓이라 하였다. 사실 이미 월수군은 각각 고정의 차지였으므로, 태수가 월수군으로 들어가지도 못하는데 상방의 아우들을 월수로 귀양 보냈다는 것은 신빙성이 떨어진다. 《화양국지》에는 파견온 상기를 죽이는 대목만 있을 뿐 이 일화는 없다.

## 삼국지연의
사서가 아닌 소설 《삼국지연의》에서도 장가태수로 등장한다. 225년 맹획, 옹개, 고정과 난을 일으켜 동참하지 않은 영창태수(永昌―) 왕항을 공격한다. 제갈량의 이간계에 빠진 고정의 습격을 받아 그 부장 악환에게 목숨을 잃는다.

## 참고 문헌
- 상거, 《화양국지》4권 남중지